# Ophrys lunulata
Ophrys lunulata är en orkidéart som beskrevs av Filippo Parlatore. Ophrys lunulata ingår i ofryssläktet, och familjen orkidéer. IUCN kategoriserar arten globalt som nära hotad.
Artens utbredningsområde är Sicilien. Inga underarter finns listade i Catalogue of Life.

## Bildgalleri

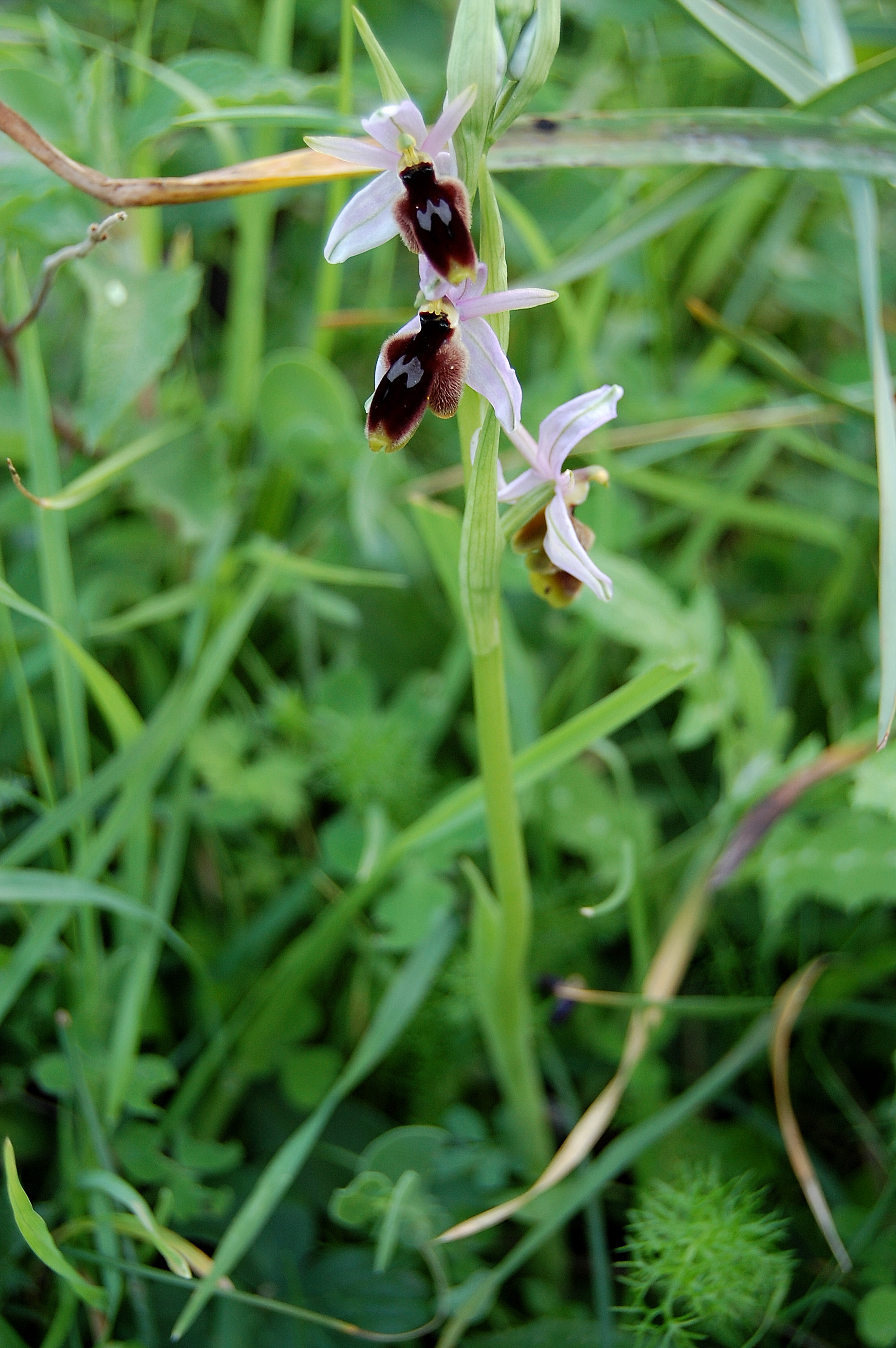
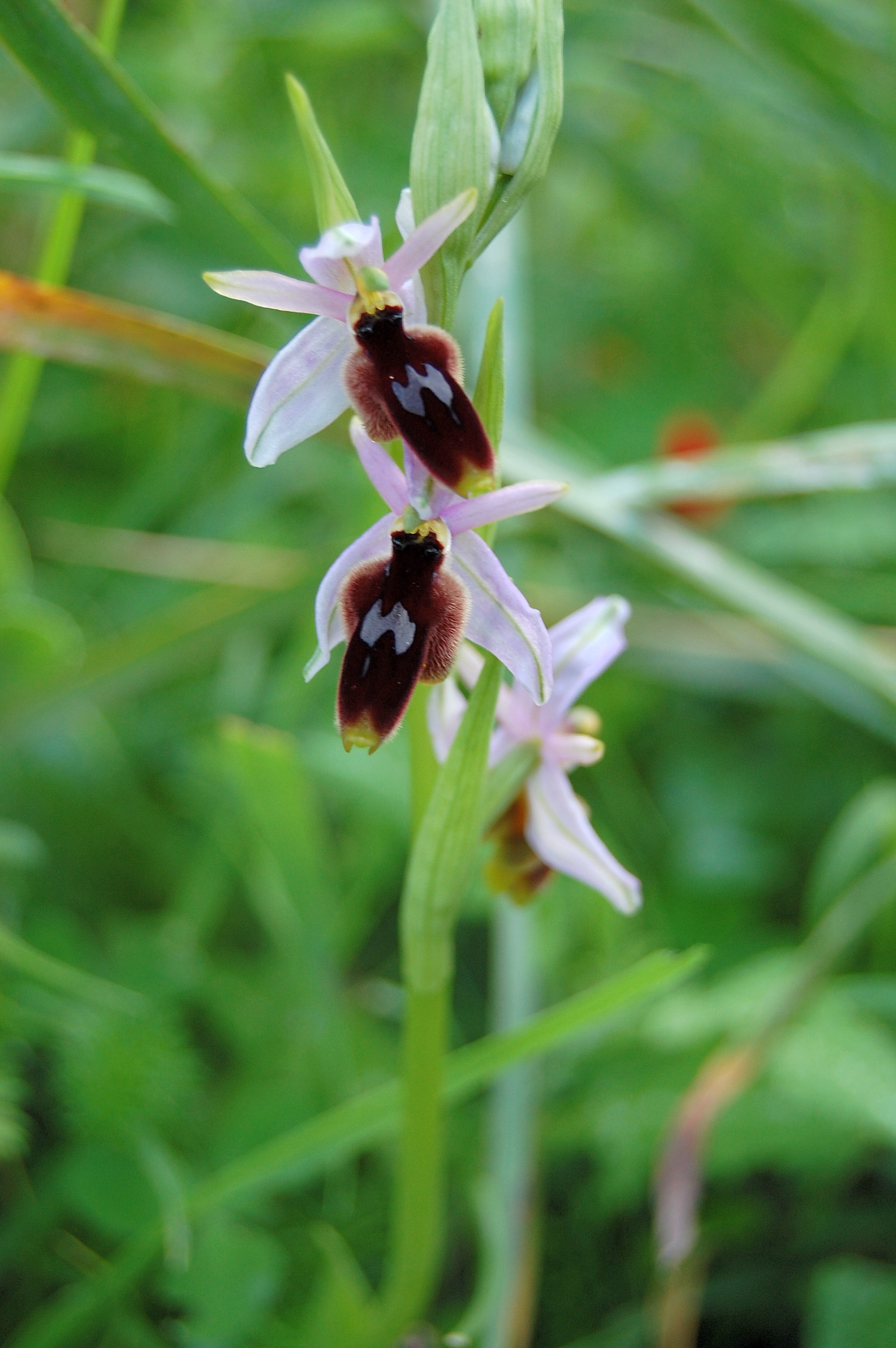
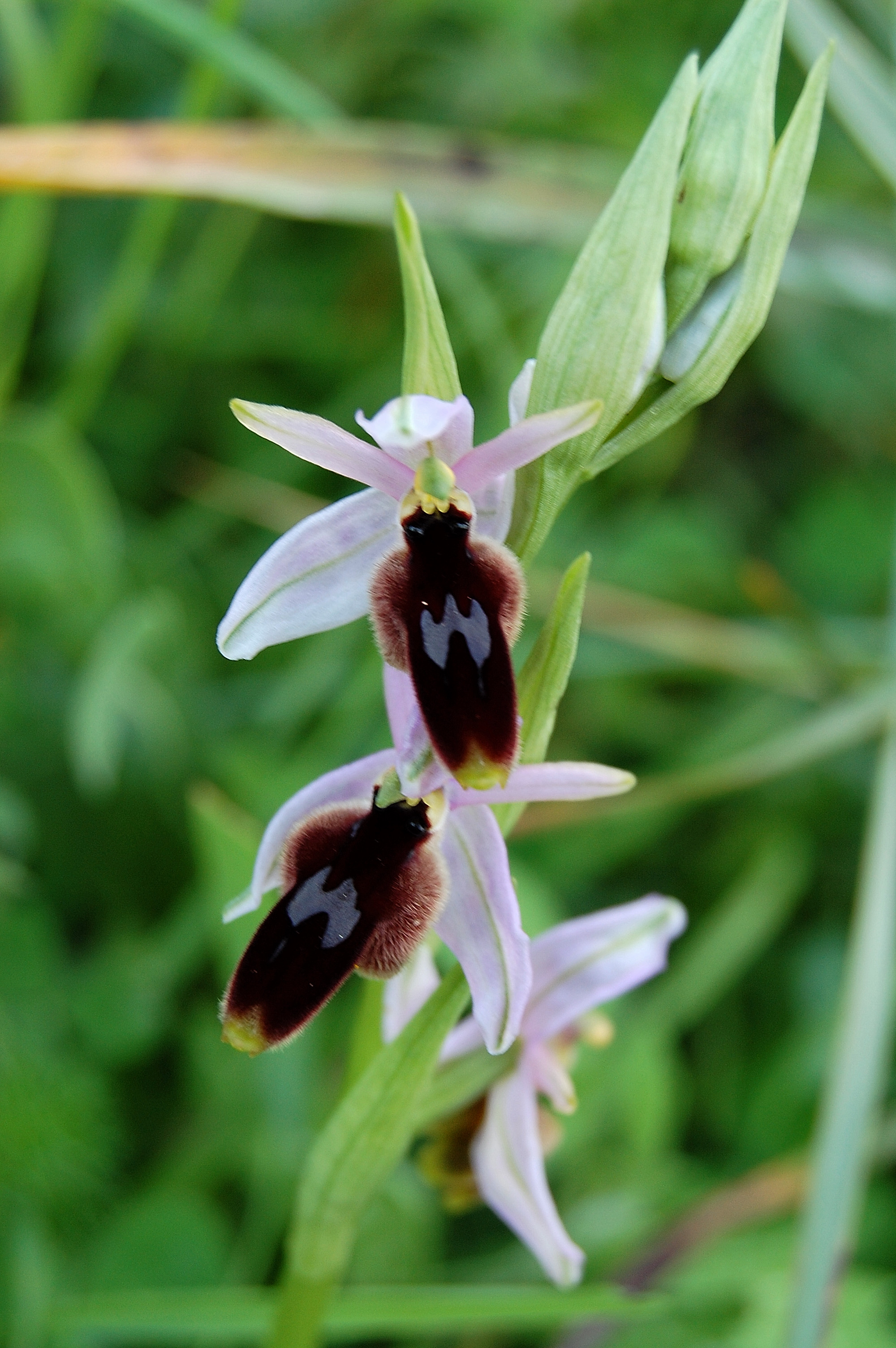
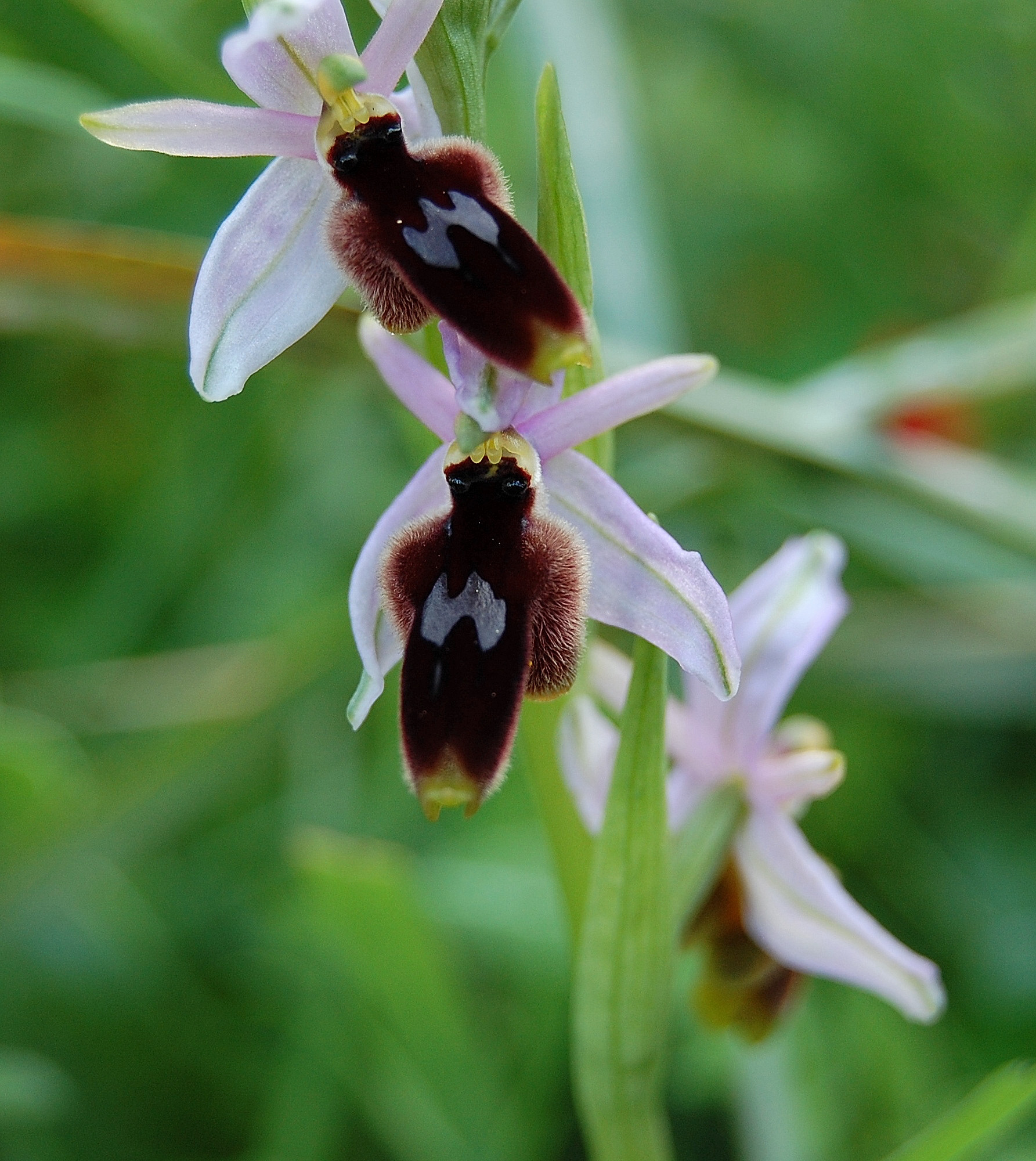
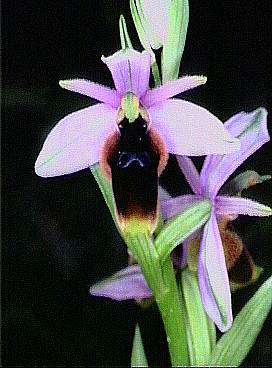
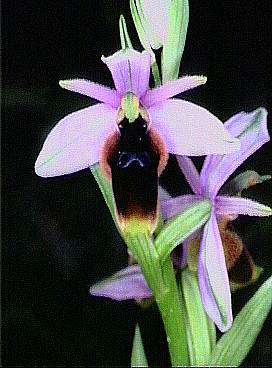